# Carembault
Il Carembault, Carrembaut o Caribant è una delle regioni denominata quartier dell'antica castellania di Lilla.

## Geografia
Questo quartier, il più piccolo dei cinque che componevano la castellania di Lilla, confina a nord con quello di Weppes e con il Mélantois, ad est con la Pévèle e a sud è delimitato dal fiume Deûle e dal confine con la contea di Artois.
Entità amministrativa sotto l'Ancien Régime, comprendeva undici comuni e il capoluogo era la città di Phalempin, che fungeva come tale per l'intera castellania. Tra i comuni più importanti annoverava anche Gondecourt.
Il Carembault fa parte dell'arrondissement di Lilla.

### Comuni
Gli undici comuni componenti il quartier erano:
- Allennes-les-Marais,
- Annœullin,
- Bauvin,
- Camphin-en-Carembault,

- Carnin,
- Chemy,
- Gondecourt,
- Herrin,

- La Neuville,
- Phalempin
- Provin

## Storia

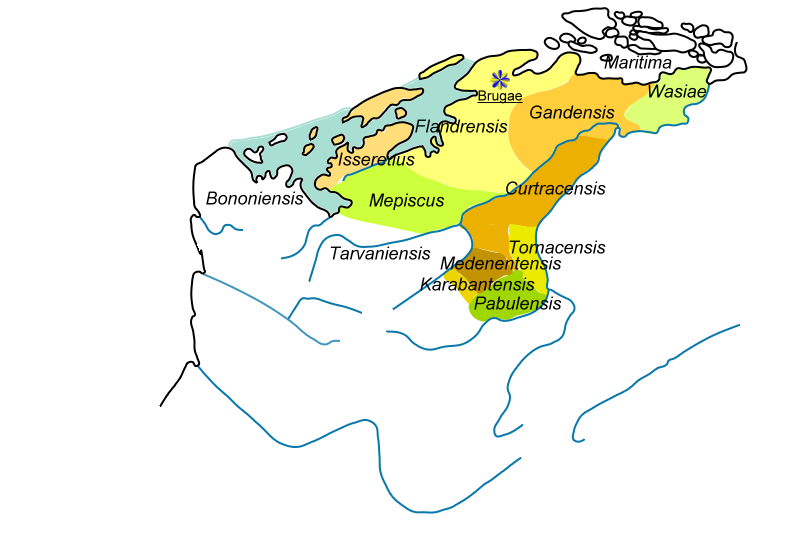
Pagi riuniti per formare il marchesato di Fiandra

Il Carembaultus ager (Carembault) è citato per la prima volta nel 673..
Un'etimologia possibile verrebbe da Korn (grano) e da bant (zona/paese) che avrebbe portato a Caribaut (paese del grano), come quanto citato nel 673 (nel titolo di fondazione dell'abbazia di Saint-Vaast d'Arras). Più tardi, nel 1220, si trova il termine Quaranbaut.
-Bant- è un elemento germanico significante "collegamento" ma anche "zona" (si può fare un parallelo con il latino zona, che significa "cintura" e ha dato il termine omonimo), che si ritrova in Brabant, Teisterbant, Ostrevent, nel nome di numerosi villaggi (Bant, Braibant, Swifterbant, ecc.) e in nomi di famiglia (Stroobant). Originariamente il Caribant sarebbe stato un pagus della civitas dei Menapien.
Esso era limitato dal Mélantois a est, dal fiume Lys a nord, dal pagus Leticus ad ovest e dal fiume Deûle a sud.
Le località citate in questo pagus erano: Camphin, Estevelles, Carvin, Wavrin, Annœullin, Provin, Phalempin (in parte), Vendin, Wahagnies, Thumeries e Mastaing.
Il Caribant e i suoi campi (lat. Carembaultus ager erano compresi nel vicariato di Lilla..
A partire dall'XI secolo comparve la regione di Weppes su una parte del Caribant e del pagus Scarbeius.